# Paragonimus westermani
Paragonimus westermani, även kallat lungflundra eller lungmask, är en sugmask inom stammen plattmaskar. Paragonimus westermani ingår i släktet Paragonimus och familjen Paragonimidae.
Parasiten kan orsaka sjukdom hos människan. Den återfinns främst i Asien, men även i Sydamerika och Afrika. Infektion sker genom förtäring av otillräckligt tillagade skaldjur. Parasiten penetrerar tarmväggen, varpå den migrerar till lungorna. Väl i lungorna mognar parasiten och lägger ägg. Äggen hostas upp, varpå de antingen hostas ut, eller sväljs ner och passerar ut med avföring. Infektion kan kvarstå i upp till 20 år.  I ovanligare fall kan parasiten hamna i andra vävnader än lungan då den migrerar från tarmen. Den vanligaste lokalen utanför lungan är hjärnan, vilket sker i mindre än 1% av samtliga symtomgivande infektioner.
Infektionen är oftast utan symtom. De symtom som kan uppstå vid akut infektion inkluderar diarré, magsmärta, feber och hosta. De symtom som kan uppstå vid kronisk infektion inkluderar hosta med missfärgat slem, alternativt upphostning av blod.
Parasiten kan i den akuta fasen diagnostiseras genom kombinationen av symtombild, eosinofili och passande anamnes. I den kroniska fasen kan ofta ägg påvisas i upphostningar, och påvisning av antikroppar kan vara av värde. Även bilddiagnostik av lungorna kan vara av värde. Sjukdomen kan botas med läkemedel som prazikvantel och triklabendazol.